# Pfarrkirche Bizau

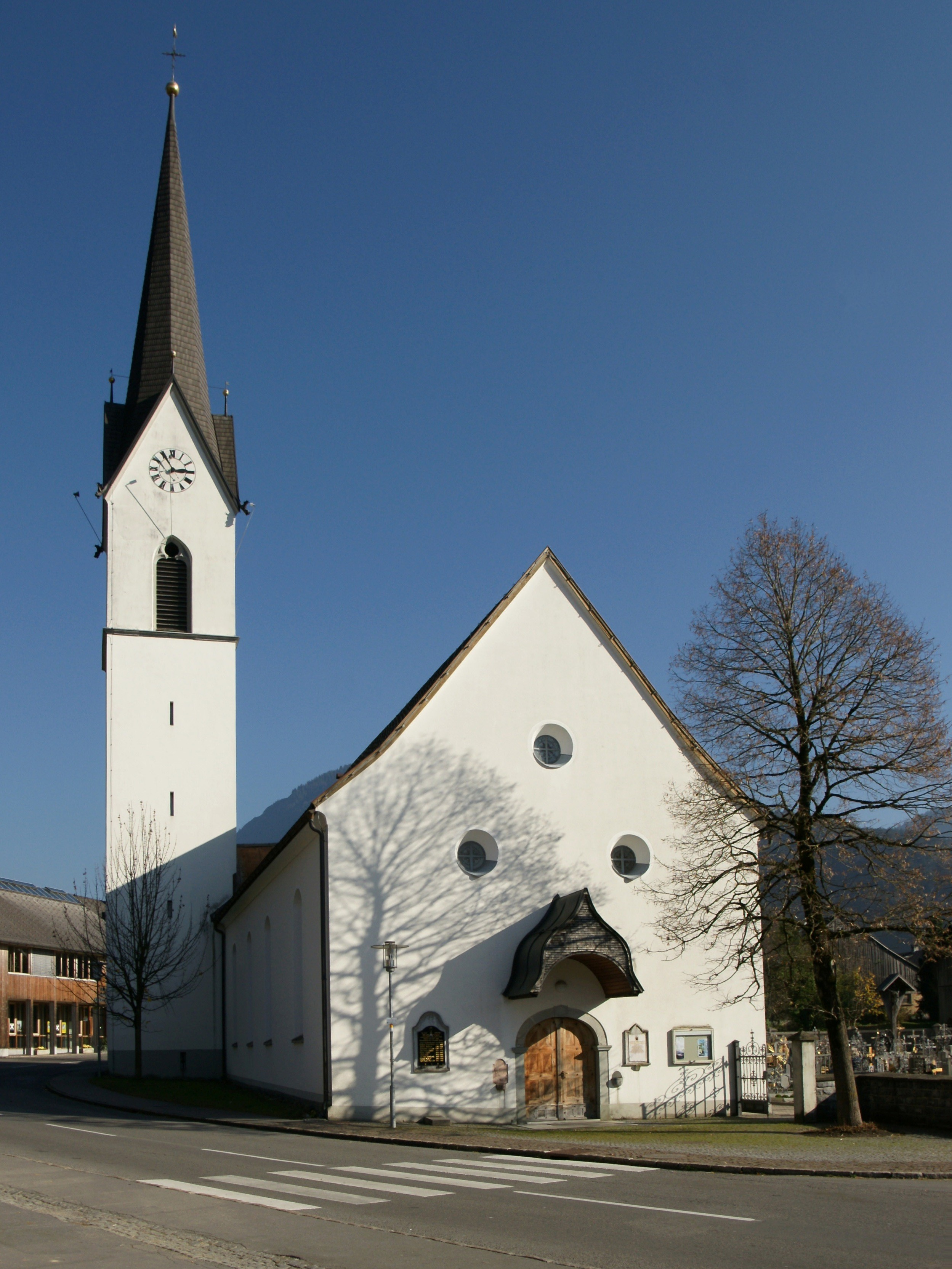
Katholische Pfarrkirche hl. Valentin in Bizau

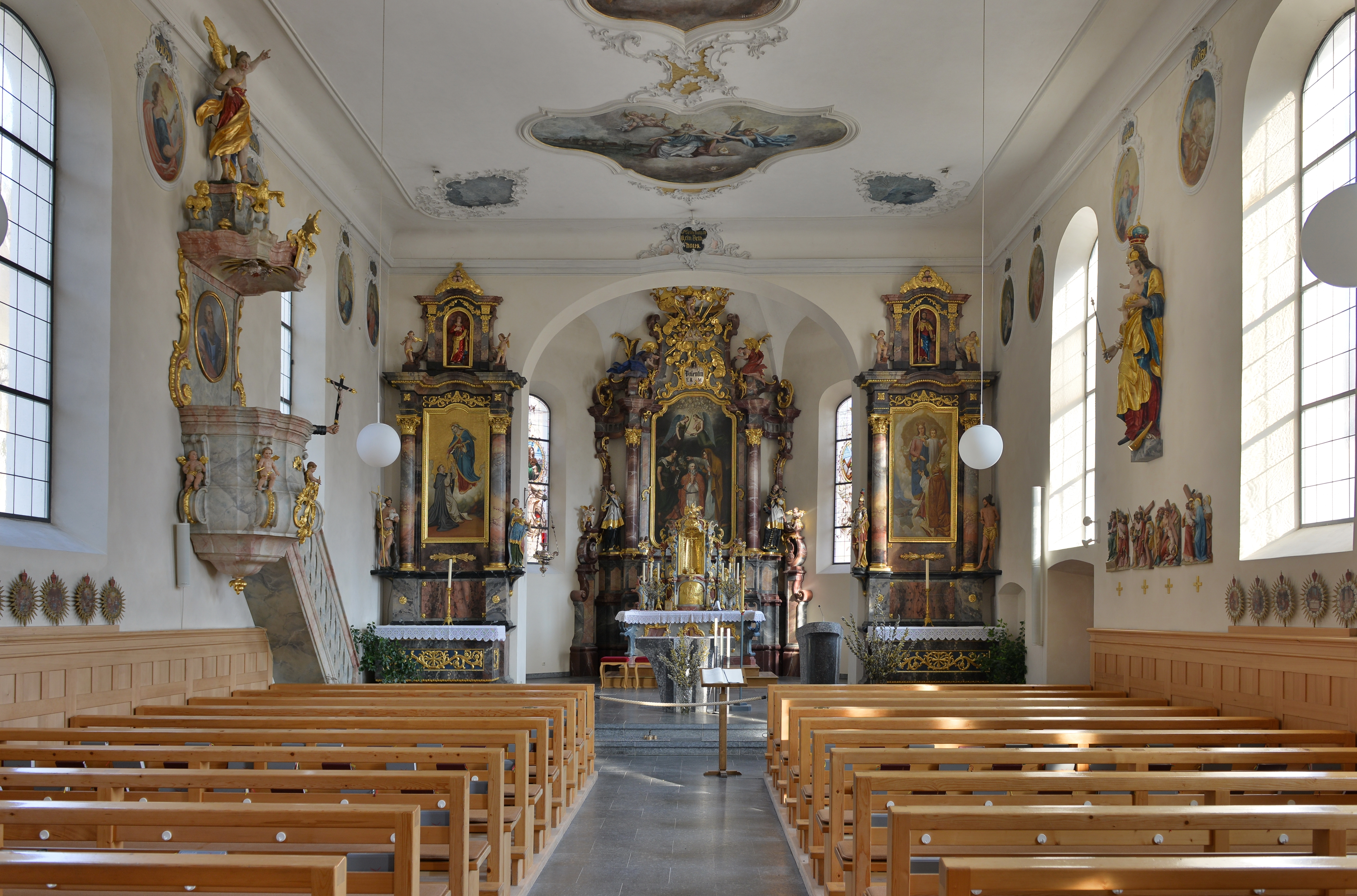
Im Langhaus zum Chor

Die römisch-katholische Pfarrkirche Bizau steht nördlich des Friedhofes im Ortskern der Bregenzerwälder Gemeinde Bizau im Bezirk Bregenz in Vorarlberg. Die Pfarrkirche ist dem heiligen Valentin geweiht und gehört zum Dekanat Hinterwald in der Diözese Feldkirch. Die Kirche steht unter Denkmalschutz.

## Geschichte
1472 wird erstmals eine Kapelle urkundlich in Bizau genannt. 1581 wurde sie zur Lokalkaplanei der Pfarre Reuthe. Die Kirche wurde im 17. Jahrhundert errichtet und laut einer Urkunde 1788 vergrößert. 1684 wurde die Kirche zur eigenständigen Pfarre.

## Architektur
Äußeres
Die Kirche besteht aus einem barocken Langhaus und einem fluchtenden Chor, die unter einem gemeinsamen Satteldach liegen. Der Nordturm hat einen Giebelspitzhelm.
Das Langhaus ist durch fünf Rundbogenfenster auf beiden Seiten gegliedert, die Fassade weist aber keinerlei plastische Gliederung auf. Auf dem Schlussstein des Südportals steht die Jahreszahl 1788. An der Giebelfassade sind drei Kreisfenster. Dem Rundbogenportal ist ein geschwungenes Vordach vorgebaut. Der Nordturm wurde 1896 ausgebaut und mit Giebelspitzhelm versehen. Über dem Gesimsband sind vier Rundbogenschallöffnungen. Am Chor ist eine zweigeschoßige Sakristei angebaut.
Der Nordturm ist durch Ecklisenen und Rundbogenschallöffnungen sowie vier kleine Rundbogenöffnungen an der Nord- und Ostseite gestaltet. Der Abschluss ist gerade, darüber befindet sich ein Spitzhelm.
Auf dem Friedhof südlich der geosteten Kirche ist ein Kriegerdenkmal von Kaspar Albrecht für die Toten beider Weltkriege aufgestellt.
Inneres
Im Inneren bildet die Kirche einen Saalraum mit umlaufendem Gesims. Über der Hohlkehle ist eine Flachdecke eingezogen. Der Chorbogen ist eingezogen und halbrund. Der Chor schließt im Fünfachtelschluss. Er ist überwölbt mit einem Stichkappengewölbe. Im Westen der Kirche gibt es tiefe Emporen, die auf vier Säulen ruhen. Auf beiden Seiten führen Aufgänge auf die Emporen.
Die Fresken Verehrung des Kreuzes im Chor nennen L. Sölf pinxit 1759 (Seyff) als Urheber und zeigen weiters in stuckgerahmten Ovalmedaillons die Heiligen Gregor, Johannes der Täufer, Hieronymus, Ambrosius, Josef, Augustinus. Die Fresken im Langhaus zeigen vorne den hl. Valentin mit einer Ansicht von Bizau und mittig die Krönung Mariens mit musizierenden Engeln und König David, bezeichnet mit Renov. v. Wilhelm 1852 und rückwärts Johannes Nepomuk. In den Ecken sind leere Stuckkartuschen. An den Wänden unter dem Gesims sind Ovalmedaillons der Zwölf Apostel, alle von Linus Seyff (1758). In der Hohlkehle über dem Chorbogen ist eine Stuckkartusche mit Christussymbolzeichen. Die Glasgemälde im Chor zeigen Magdalena links und Cäcilia rechts.

## Ausstattung
Der Hochaltar hat einen Zweisäulenaufbau mit seitlichen Volutenschnörkeln, offenem Gebälk und flachem Auszug aus der Zeit um 1760. Das Altarbild stellt die Marter und Glorie des heiligen Valentin dar.
Der Hochaltar und die zwei Seitenaltäre zeigen Bilder von Josef Reich (1900).
Die Orgel ist ein Werk von Hubert Neumann, das dieser 1962 in ein Gehäuse von Franz Anton Kiene aus dem Jahr 1837 eingebaut hat.
Vier Kirchenglocken aus Bronze, welche die Glockengießerei Grassmayr (Feldkirch) 1860 gegossen hatte, wurden im Ersten Weltkrieg zur Verwendung als Rohstoff für Kriegsmaterial eingezogen. Ersetzt wurden diese Glocken durch drei Gussstahlglocken der Gießerei Gebrüder Böhler aus Kapfenberg. Sie sind auf die Schlagtöne d′, f′ und g′ gestimmt und tragen die Namen der Namenspatrone der ersten Spender: Josef, Theresia und Michael.